# Ostā-ye Pā'īn
Ostā-ye Pā'īn (persiska: استای پائین, Ostā-ye Pā’īn) är en ort i Iran.   Den ligger i provinsen Khorasan, i den nordöstra delen av landet, 900 km öster om huvudstaden Teheran. Ostā-ye Pā'īn ligger 752 meter över havet och antalet invånare är 413.
Terrängen runt Ostā-ye Pā'īn är kuperad åt sydväst, men åt nordost är den platt. Runt Ostā-ye Pā'īn är det ganska glesbefolkat, med 35 invånare per kvadratkilometer. Ostā-ye Pā'īn är det största samhället i trakten. Omgivningarna runt Ostā-ye Pā'īn är i huvudsak ett öppet busklandskap.